# Jacarinsäure
Jacarinsäure ist eine dreifach ungesättigte Fettsäure. Sie ist eine konjugierte Fettsäure und gehört zu den Omega-6-Fettsäuren. Sie ist isomer zur Calendulasäure, bei der die Doppelbindungen lediglich eine andere Stereokonfiguration aufweisen, sowie zur Catalpinsäure, zur Pinolensäure, zur Eleostearinsäure, sowie zu den Linolensäuren. 

## Vorkommen

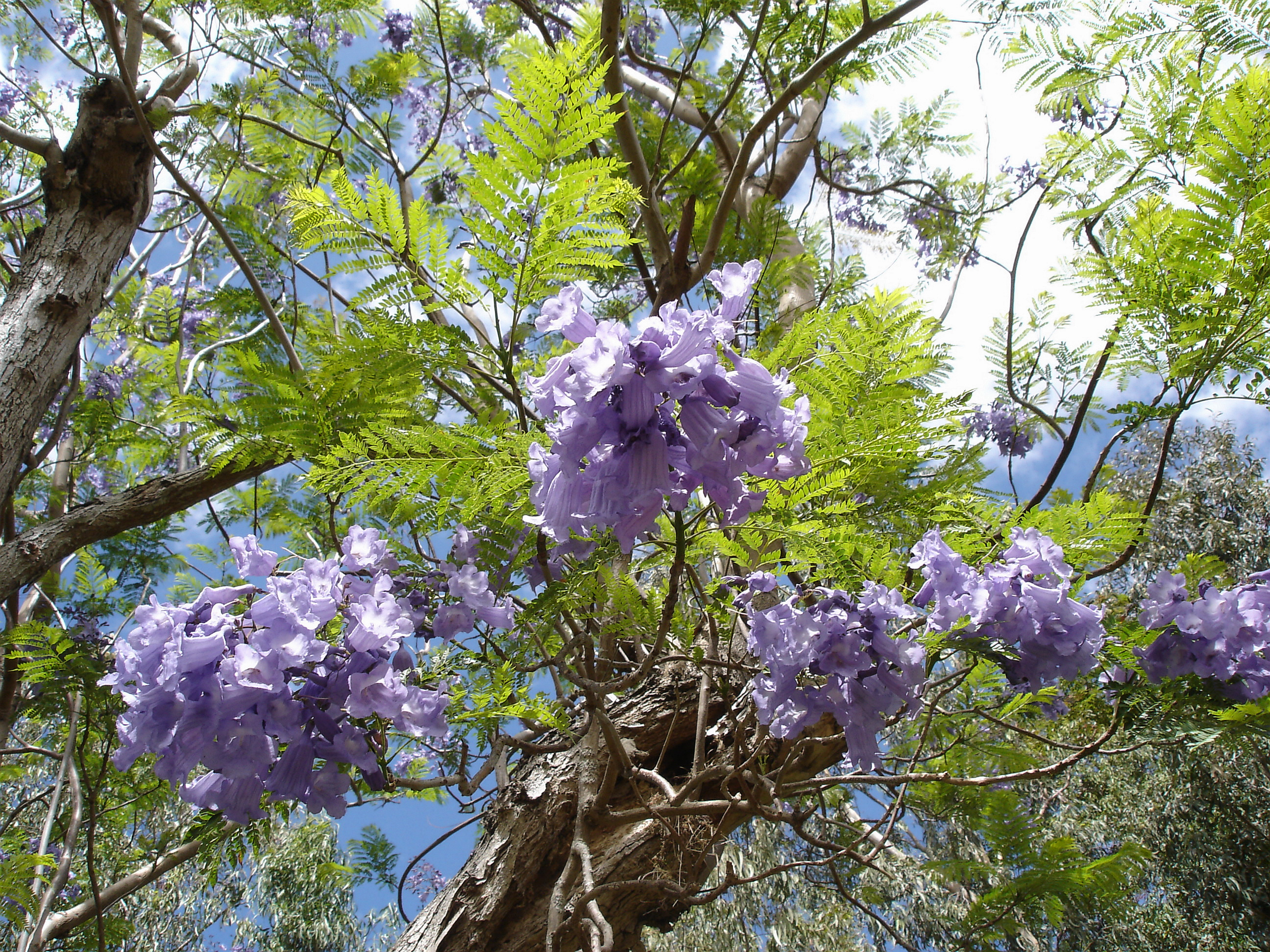
Palisanderbaum (Jacaranda mimosifolia)

Jacarinsäure kommt im Samenöl mehrerer Arten der Gattung Jacaranda aus der Familie der Trompetenbaumgewächse vor, darunter Jacaranda decurrens und Palisanderholzbaum. Der Gehalt im Samenöl dieser Pflanzen beträgt 30–36 %. Daneben kommt die Verbindung auch in geringer Menge den Kernen diverser anderer Früchte vor, darunter Kirsche, Granatapfel, Gurke, Apfel und diverse Melonen, darunter Bittermelone, Honigmelone und Cantaloupe.

## Eigenschaften
Jacarinsäure wirkt durch Lipidperoxidation cytotoxisch mit einer ausgeprägten Antitumorwirkung gegen Adenokarzinom-Zellen. Andere Fettsäuren haben eine analoge Wirkung, die aber weniger ausgeprägt ist, was vermutlich an der besseren Aufnahme der Jacarinsäure ins Innere von Zellen liegt. In Studien an Ratten zeigte die Verbindung auch eine Wirkung gegen Fettleibigkeit.